# Museo de Geología de la UNAM
El Museo de Geología de la UNAM, se encuentra ubicado en la Colonia Santa María la Ribera de la Ciudad de México, Jaime Torres Bodet N.º 176. Es resguardo del Instituto de Geología de la UNAM, alberga las colecciones geológicas más importantes del país, y es sede de la mayoría de las sociedades científicas de México. Su objetivo es acercar al público a los procesos y recursos utilizados en el estudio del pasado y el destino del planeta y la humanidad, mediante la divulgación del conocimiento sobre las Ciencias de la Tierra.

## Historia
A fines del siglo XIX, el Gobierno Federal creó una institución dedicada a la investigación científica, la difusión y docencia de la Geología para conocer los recursos naturales explotables del  país, misma que nombró Comisión Geológica Nacional. Y el 17 de septiembre de 1888, el Congreso de la Unión decretó la creación del Instituto Geológico Nacional, dependiente de la Secretaría de Fomento, Colonización e Industria.
Con el objetivo de formalizar la investigación y estudio de geología en el país, en 1890, el ingeniero Antonio del Castillo ideó crear el Instituto Geológico Nacional, y su iniciativa fue aprobada por Porfirio Díaz, quien quería la construcción de un edificio que funcionase como museo ⁶, esta iniciativa se concretó el 18 de mayo de 1900, bajo la dirección y autoría de planos y distribución de áreas del arquitecto Carlos Herrera López, y del ingeniero José Guadalupe Aguilera Serrano en 1904. Posteriormente, la inauguración oficial de la institución ocurrió el 6 de septiembre de 1906, con motivo del X Congreso Geológico y sede de la Sociedad Geológica Mexicana. Luego, el 16 de noviembre de 1929 la institución pasó a formar parte de la Universidad Nacional Autónoma de México, con el Nombre de Instituto de Geología de la U.N.A.M. más tarde en el año de 1956 el personal académico y administrativo fue trasladado a las nuevas instalaciones en Ciudad Universitaria, conservándose desde entonces este edificio exclusivamente como Museo del Instituto de Geología de la U.N.A.M.
Así, el primer dinosaurio encontrado y restaurado en México, denominado Isauria, fue expuesto en las instalaciones del museo en 2003, en la celebración del 450.º aniversario de la UNAM.
El edificio está construido de cantera  obtenida  y traída de  Los Remedios, Estado de México, roca con la que también se construyó el Palacio de Minería y el Colegio de San Idelfonso. Por otro lado, su fachada tiene una forma cuadrangular de tres bloques semi iguales; en los frisos nuestra en bajo relieve fósiles de peces, conchas y reptiles en alto y bajo relieve.
El diseño, distribución y funcionamiento del edificio fue construido desde el estilo ecléctico, con detalles franceses propios de la época que se vivía, alternados con motivos prehispánicos. Desde el proyecto inicial fue diseñado para ser utilizado como instituto de investigaciones, con oficinas y laboratorios en el primer piso, así como museo científico, con salas de exhibición permanente en la parte baja.
Al entrar al lugar, se contempla un espacioso vestíbulo que cuenta con pisos de mosaico, con motivos pompeyanos, y una majestuosa escalinata estilo Art Nouveau elaborada en Leipzig, Alemania; armada y recubierta en México; formada de dos rampas, adornadas con flores, hojas de acanto estilizadas, forjadas en hierro y descansos de mármol; en el peralte de la escalera se pueden observar grecas prehispánicas como elementos decorativos. En la parte superior del vestíbulo, se encuentran diez óleos del paisajista mexicano José María Velasco, mismos que representan parte de la evolución de la vida sobre la Tierra, desde sus orígenes en los mares hasta la aparición del hombre; dos de ellos están dedicados a la vida marina, uno a los anfibios, tres a la evolución de las plantas, dos a los mamíferos y los dos restantes, al hombre primitivo. También se observan siete bellos emplomados con paisajes del país: Barranca de Teocelo, Veracruz; Las Ruinas del Tepozteco, Morelos; Cascada de Necaxa, Puebla; Erupción del volcán de Colima, mismos que datan del 24 de marzo de 1903; así mismo, Cañón del Puente de Chone, Ferrocarril Nacional de México; Órganos de Actopan, Hidalgo y el Pilar de Huayapam-Tepehuanes, y Durango.
En el cuerpo central destacan tres arcos de medio punto decorados, bajo éstos, fueron esculpidos fósiles de amonitas y en el pasillo interior, a ambos lados, se aprecia el escudo nacional de la época, trabajado en hierro con acabado en bronce¹. En el primer piso que ocupan los arcos, existe una pequeña terraza con ocho columnas de estilo jónico, las cuales se encuentran estriadas a tres cuartos; en los muros contrapuestos a ellas, existen cuatro medallones elaborados en bronce con los bustos de pensadores de las Ciencias de la Tierra: William Smith, James Hutton, George Cuvier y Abraham Gottlob Werner, mientras que en la parte superior, el centro  está rematado con un reloj.
En el área de la Dirección del museo, se encuentra la Sala de Juntas o Sala de Directores, misma que conserva en sus muros una  decoración de terciopelos, enmarcados en finas maderas tallada; una pintura en el plafón muestra artísticamente una alegoría del estudio de la Geología; así mismo, cuenta con cuatro pequeñas esculturas de bronce, donadas a principio del siglo XX. Los pisos son de parquet francés y los muebles, elaborados especialmente para el Museo de Geología, tienen grabado un mazo y un martillo, elementos integrales del emblema del Instituto de Geología.
La institución posee 10 vitrales elaborados en  la casa fundada por el artista alemán Franz Xaver Zettler,  y seis vitrales diseñados por Velasco y trabajados en Alemania que recrean paisajes icónicos de la orografía mexicana como las ruinas del Tepozteco, la erupción del volcán de Colima y la Cascada de Necaxa, en Puebla, entre otros.

## Salas
Actualmente el museo es sede de las colecciones de Paleontología, Minerales, Rocas y Meteoritos, además de tener exposiciones didácticas, de investigación, todas ellas donadas por familias de coleccionistas o instituciones. Alberga las Colecciones Romero y Aranda, las cuales son referencia de cursos de gemología, mineralogía y lapidaria.

#### Sala Inicial
- Reconstrucción de un esqueleto de mamut, a partir de 12 ejemplares extraídos de la Cuenca de México.

- Escultura de José Guadalupe Aguilera,

- Vitrales que cuentan historias de la minería: 
  - De la máquina de extracción por fuerza hidráulica
  - Del sistema de bombas en una mina antigua
  - Minas de sal de Wieliczka

#### Sala de Paleontología
- Fósiles de lechos fosilíferos marinos europeos y norteamericanos (del Fanerozoico).
- Grandes fósiles encontrados en México
- Fósiles alemanes
  - Ictiosaurio
  - Lirio marino (150 millones de años de antigüedad)

- Esqueleto de caballo (10 mil años de antigüedad)
- Hadrosáurido (más de 65 millones de años)

#### Sala de Minerales
- Colección de minerales de plata
- fluorita
- halita
- diamante
- uranio

Hay 500 clases de minerales: talco, cuarzo, calcita, esmeralda, rubí, ópalo, diamante, barita, azufre, fluorita, carbón, minerales de hierro y uranio, etc. clasificados por composición química: sulfuros, sulfosales, óxidos, hidróxidos y carbonatos.

#### Sala de Rocas
- Sedimentarias
  - areniscas
  - conglomerados (formados por fragmentos de otras rocas)
  - calizas
  - lutitas (depositadas en fondos de lagos, lagunas y mares)
  - carbones

- Metamórficas 
  - mármol
  - esquistos
  - gnéis
  - ónix
  - ágata
  - cristales de yeso, provenientes de Naica

- Ígneas
  - intrusivas 
    - granito

  - extrusivas
    - basalto
    - obsidiana
    - andesita

#### Sala de Meteoritas
- Trozo del meteorito de Allende
- Trozo de la meteorita de Orgueil[2]

Cuenta con una Sala del Sistema Tierra, con una colección en colaboración con el Museo Universum. La sala de Paleontología exhibe fósiles de vertebrados e invertebrados. La mayoría de los especímenes vertebrados son del Pleistoceno, con excepción del dinosaurio Pico de Pato y el ictiosauro, ambos del mesozoico; así como un cráneo del dinoterio, que es la edad terciaria.

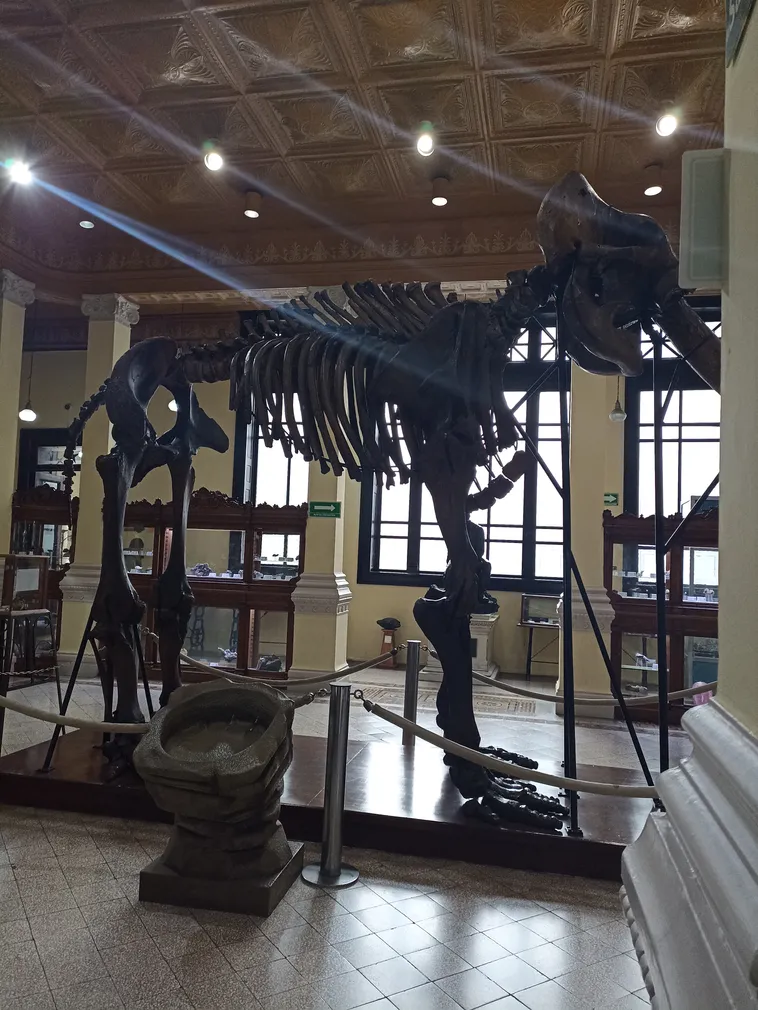
Fósil de esqueleto

## Patrimonio

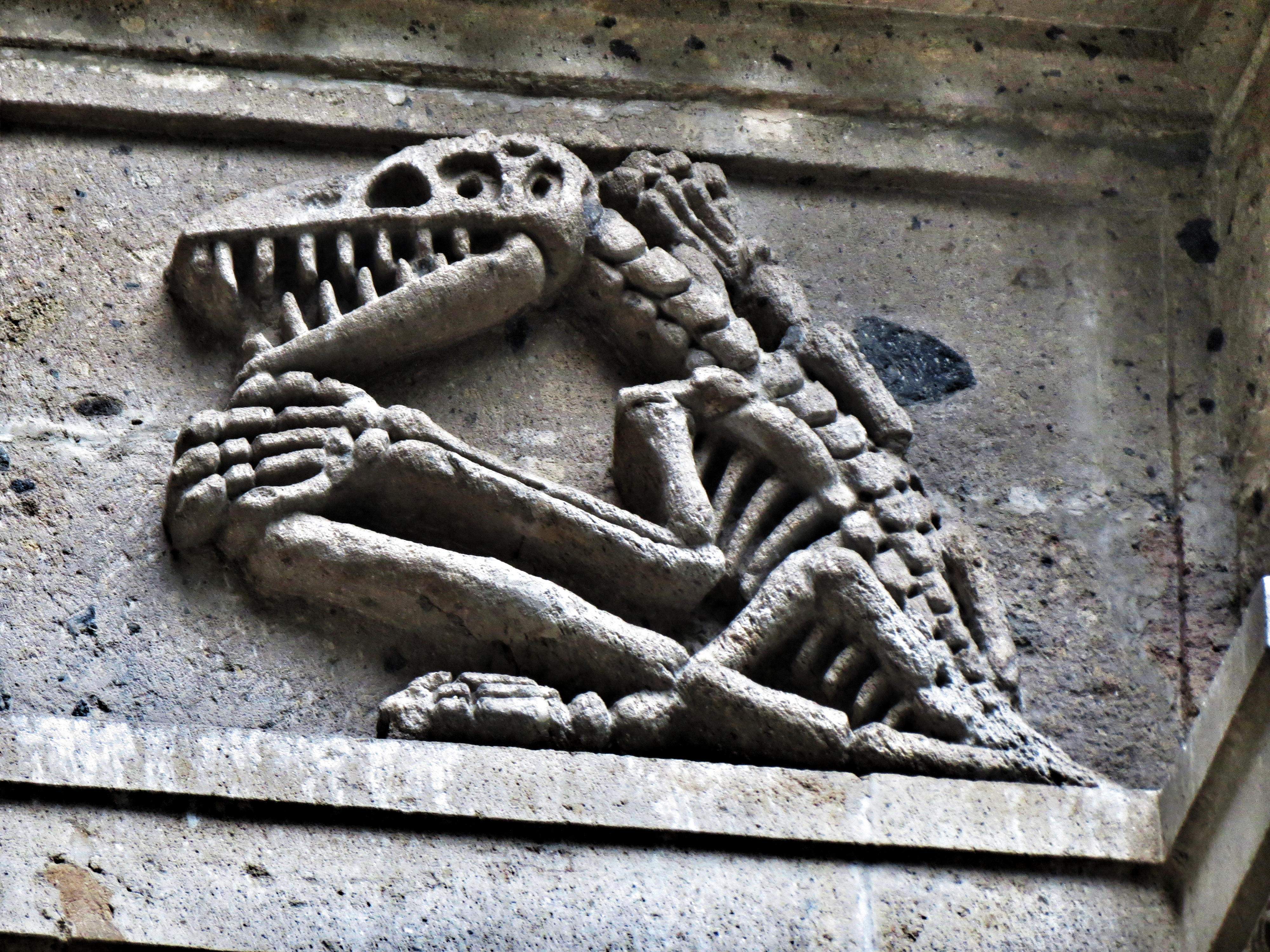
Detalle del Museo del Instituto de Geología de la UNAM

Desde 1906 este recinto ha fomentado la vocación profesional por el estudio de las geociencias, aprovechando la riqueza geológica de México y abriendo el campo científico al ámbito público, el museo vislumbra un futuro en donde puedan realizarse importantes cambios museológicos, para un mejor recorrido por la evolución de la vida en la Tierra. En 1986, y luego en 2004, los objetos paleontológicos fueron considerados legalmente como “bienes nacionales”, por ello, en la actualidad los historiadores buscan relatar las trayectorias locales, internacionales y transnacionales de estos objetos.